# Bony de la Mina
El Bony de la Mina és una muntanya de 2.279 metres que es troba al municipi d'Alt Àneu, a la comarca del Pallars Sobirà. Està ubicant al nord del massís de Beret, i pertany al Parc Natural de l'Alt Pirineu.